# 天山 (佐賀県)
天山（てんざん）は筑紫山地に属する標高1,046.2メートルの山である。佐賀県唐津市、小城市、佐賀市、多久市に跨り、佐賀県のほぼ中央に位置する。九州百名山。

## 概要
天山は、西側のピークが雨山（標高996m）であり中央のピークが天山山頂である。脊振山地の南西の端にあり、雨山や東の彦岳を含めて天山山地と呼ぶこともある。
山体の基部は花崗岩質、山頂部は蛇紋岩を含む岩石。蛇紋岩質の山頂部は比較的なだらかだが、南側の斜面は傾斜の大きい開析地形で、佐賀平野とを直線的に隔てる断層崖でもある。また、麓では古くより天山に掛かる雲の様子から天候を予測したほか、主に佐賀平野で冬に天山から吹き下ろす季節風を「天山おろし」と呼ぶ。
山頂からは北に玄界灘、南に有明海と佐賀平野を望み、見晴らしの良い日には遠くに雲仙岳、阿蘇山やその噴煙を見ることもある。
山頂には阿蘇惟直の墓（供養塔）がある。南北朝時代 1336年（延元元年）に筑前国多々良浜の戦いで足利尊氏に破れ阿蘇まで退却の途、厳木町天川で戦死したため、住民により「阿蘇の煙が望見できる」天山山頂に葬られたと伝わる。現在の塔は1924年（大正13年）に晴田村（現小城市小城町晴気・畑田）の青年会が建立した2代目。それ以前は石積みの塔で、横には従者の墓とされる小さい塔もあった。
9合目に天山神社の上宮、古来の登山道沿いの3か所に下宮が鎮座する。農民から崇敬を集めた。下宮は小城市小城町晴気（晴気天山社）、小城市小城町岩蔵（岩蔵天山神社）、唐津市厳木町広瀬（広瀬天山神社）に所在。
石川達三著・青春の蹉跌の舞台となった。
昔は全体を天山（あめやま）と呼んだ。現代では天山（てんざん）、雨山（あめやま）と呼び方は分けられている。
周辺は天山県立自然公園に指定されている。
かつて、冬には北麓に人工雪設備を備えた天山スキー場（1989年 - 2022年）が営業していた。

## 県立自然公園
天山および周辺の作礼山、彦岳、また見帰りの滝や清水の滝といった景勝地が含まれる。1970年（昭和45年）指定、面積49.30km2。

## 登頂経路
山頂への一般的なルートは、天山神社に沿って登山道が始まる小城市の天山上宮、佐賀市富士町側と小城市側からの七曲峠登山口、唐津市厳木町の天川登山口、多久市の岸川登山口がある。一等三角点の置かれた山頂には霊峰天山、鎮護之山・郷土神守の碑が並び、頂上からは南には佐賀平野の向こうに有明海、阿蘇山、雲仙岳が見渡せ、北には玄界灘を見渡すことができる。

## ギャラリー

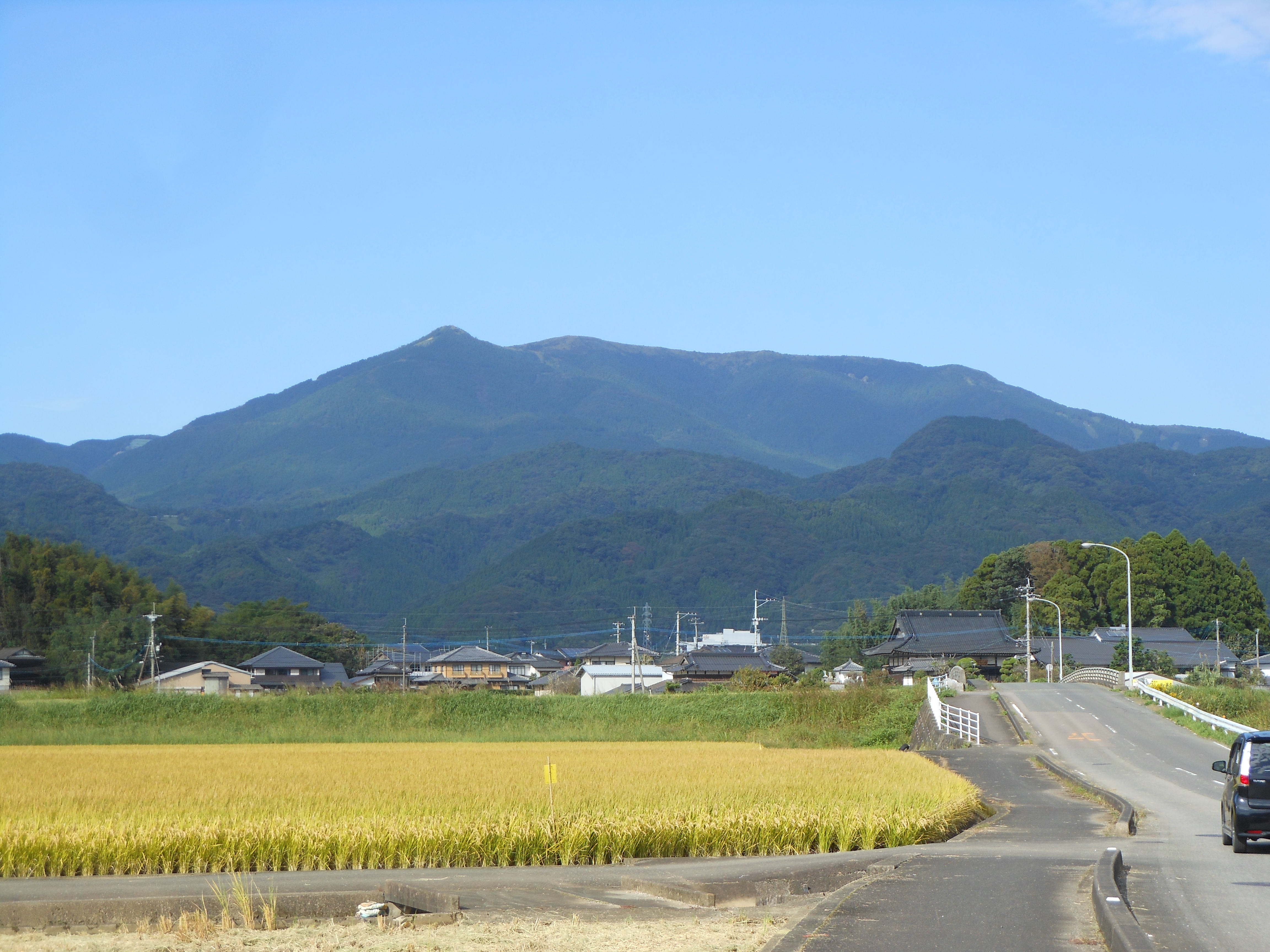
多久市南多久町から
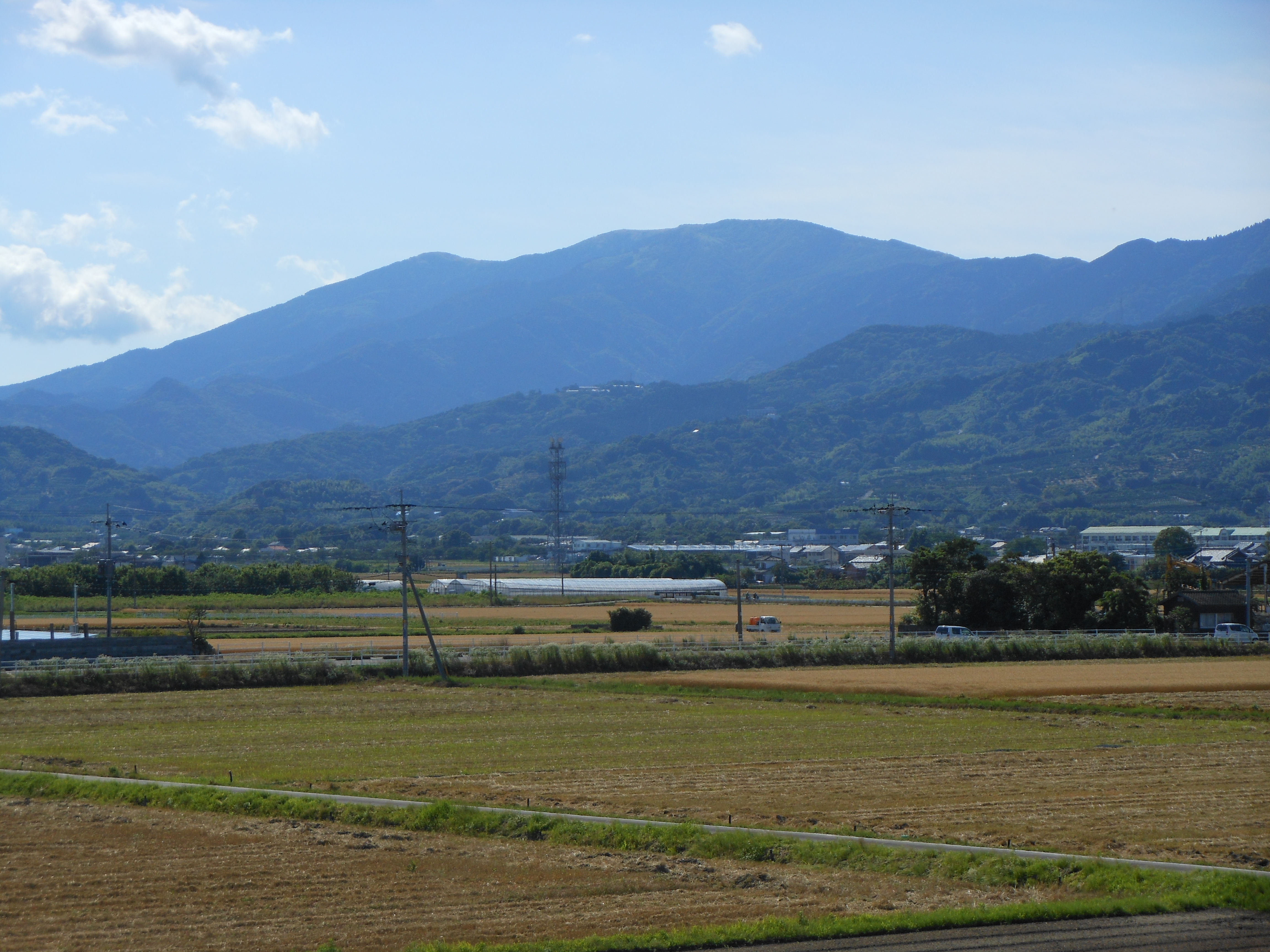
佐賀市大和町から
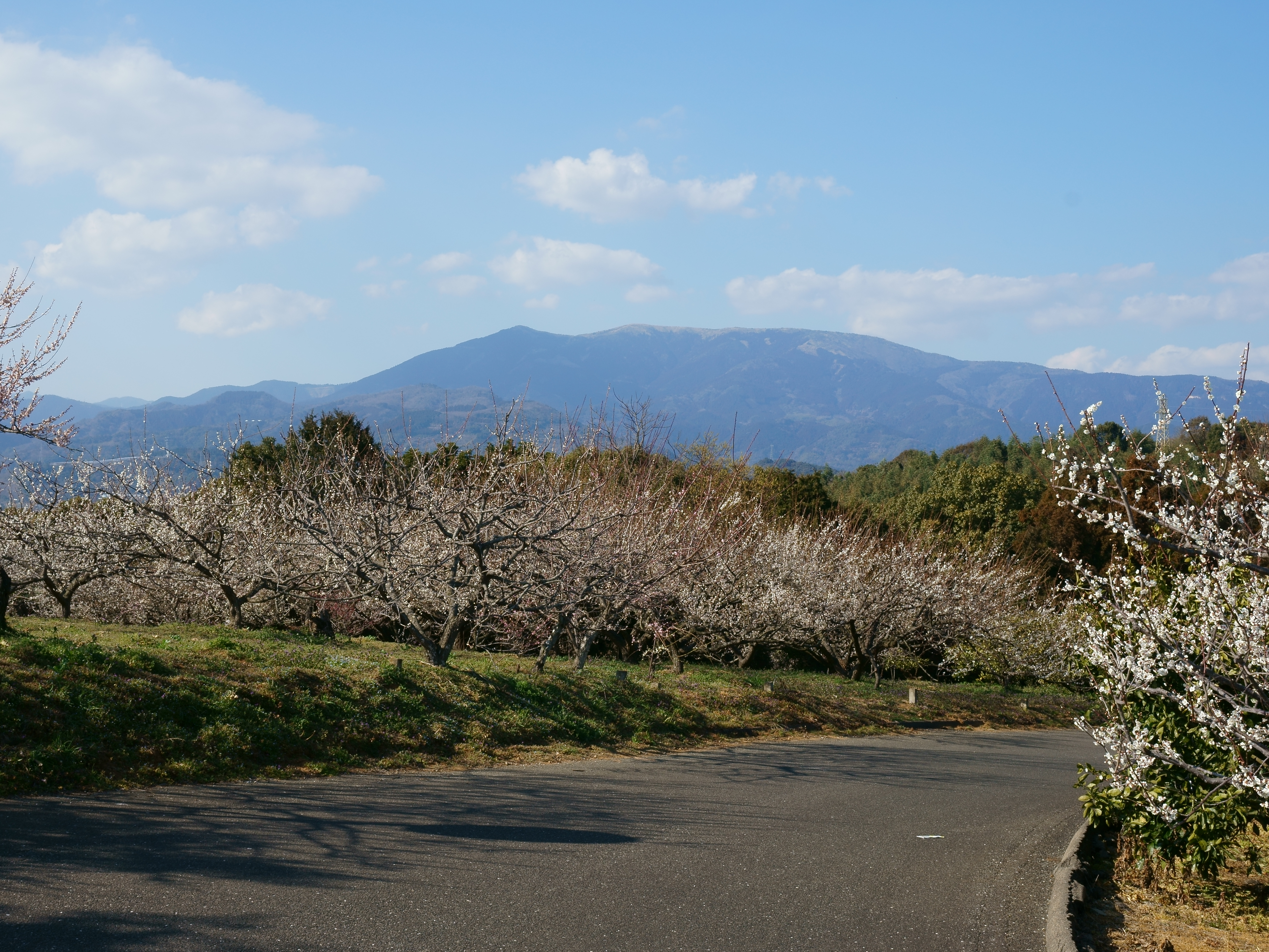
牛尾梅林と天山
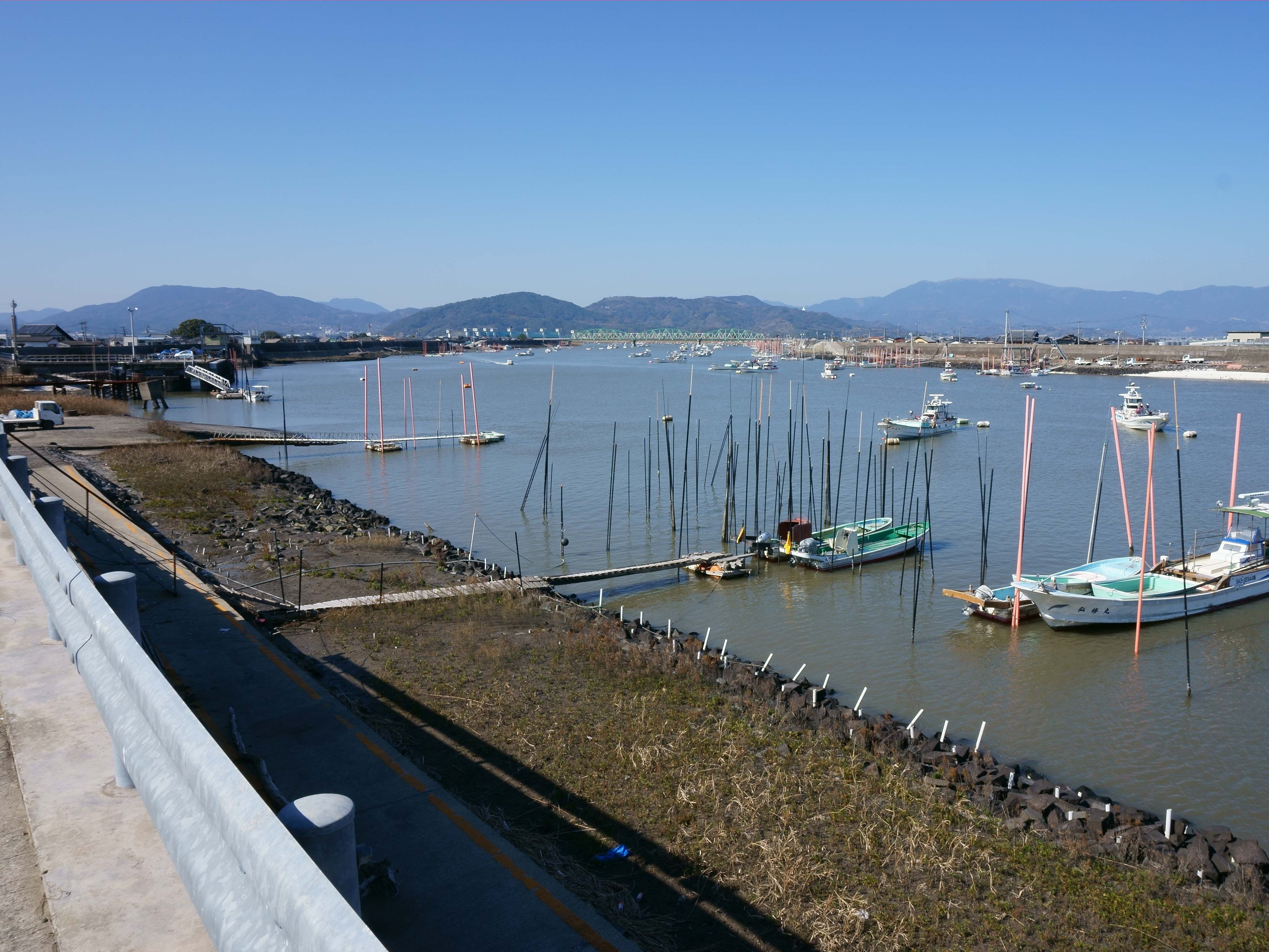
住ノ江港から遠望する天山（右）
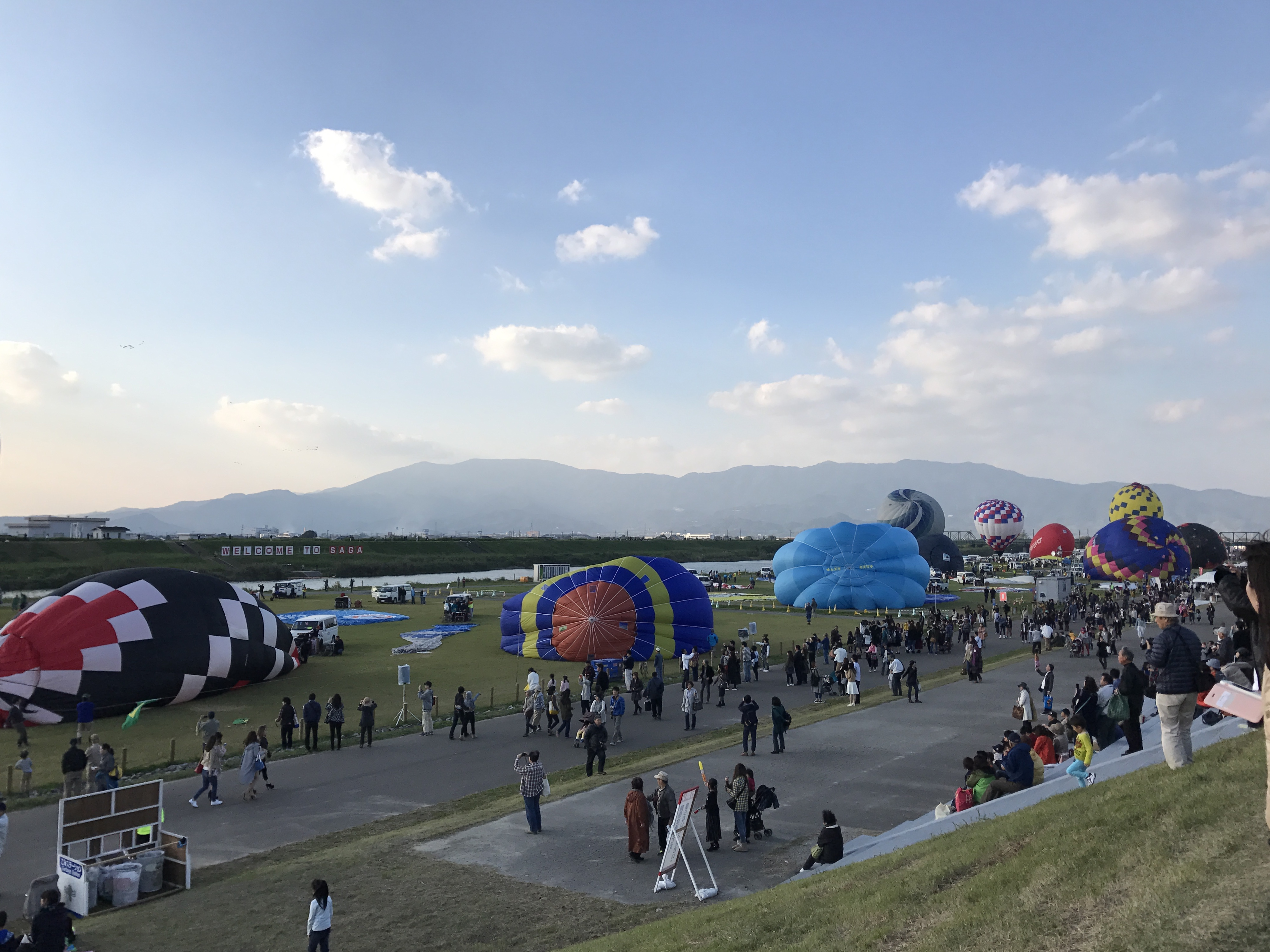
嘉瀬川の熱気球と天山山地